# Buisspinnen
Buisspinnen (Anyphaenidae) zijn een familie van spinnen. De familie telt 56 beschreven geslachten en 516 soorten.

## Geslachten
- Acanthoceto Mello-Leitão, 1944
- Aljassa Brescovit, 1997
- Amaurobioides O. Pickard-Cambridge, 1883
- Anyphaena Sundevall, 1833
- Anyphaenoides Berland, 1913
- Arachosia O. Pickard-Cambridge, 1882
- Araiya Ramírez, 2003
- Australaena Berland, 1942
- Axyracrus Simon, 1884
- Aysenia Tullgren, 1902
- Aysenoides Ramírez, 2003
- Aysha Keyserling, 1891
- Bromelina Brescovit, 1993
- Buckupiella Brescovit, 1997
- Coptoprepes Simon, 1884
- Ferrieria Tullgren, 1901
- Gamakia Ramírez, 2003
- Gayenna Nicolet, 1849
- Gayennoides Ramírez, 2003
- Hatitia Brescovit, 1997
- Hibana Brescovit, 1991
- Iguarima Brescovit, 1997
- Ilocomba Brescovit, 1997
- Isigonia Simon, 1897
- Italaman Brescovit, 1997
- Jessica Brescovit, 1997
- Josa Keyserling, 1891
- Katissa Brescovit, 1997
- Lepajan Brescovit, 1993
- Lupettiana Brescovit, 1997
- Macrophyes O. Pickard-Cambridge, 1893
- Mesilla Simon, 1903
- Monapia Simon, 1897
- Negayan Ramírez, 2003
- Osoriella Mello-Leitão, 1922
- Otoniela Brescovit, 1997
- Oxysoma Nicolet, 1849
- Patrera Simon, 1903
- Phidyle Simon, 1880
- Philisca Simon, 1884
- Pippuhana Brescovit, 1997
- Rathalos Lin & Li, 2022
- Sanogasta Mello-Leitão, 1941
- Selknamia Ramírez, 2003
- Shuyushka Dupérré & Tapia, 2016
- Sillus F. O. Pickard-Cambridge, 1900
- Sinophaena Lin & Li, 2021
- Tafana Simon, 1903
- Tasata Simon, 1903
- Temnida Simon, 1896
- Teudis O. Pickard-Cambridge, 1896
- Thaloe Brescovit, 1993
- Timbuka Brescovit, 1997
- Tomopisthes Simon, 1884
- Umuara Brescovit, 1997
- Wulfila O. Pickard-Cambridge, 1895
- Wulfilopsis Soares & Camargo, 1955
- Xiruana Brescovit, 1997

## Taxonomie
Voor een overzicht van de geslachten en soorten behorende tot de familie zie de lijst van Anyphaenidae.